# Grzegorz Rosoliński
Grzegorz Rosoliński (Nowa Ruda, Voivodat de Baixa Silèsia, 21 de maig de 1972) va ser un ciclista polonès, professional des del 1997 al 2004.

## Palmarès
- 1997
  - Vencedor d'una etapa a la Volta a la Baixa Saxònia
- 1999
  - 1r a la Puchar Ministra Obrony Narodowej
- 2000
  - 1r a la Małopolski Wyścig Górski i vencedor d'una etapa
- 2003
  - Vencedor d'una etapa a la Bałtyk-Karkonosze Tour